# Нариманбеков, Тогрул Фарман оглы
Тогрул Фарман оглы Нариманбеков (азерб. Toğrul Fərman oğlu Nərimanbəyov; 1930—2013) — азербайджанский, советский художник-живописец, сценограф

, певец. Народный художник СССР (1989).

## Биография

### Происхождение
Из бекского рода Нариманбековых.
Дед Тогрула по отцу шушинец Амирбек Нариманбеков был губернатором Баку. Его сына Фармана, также родившегося в Шуше, правительство Азербайджанской Демократической Республики направило из Баку на обучение в Европу в числе 40 специалистов. Так, отец Тогрула поступил на энергетический факультет университета Тулузы. В период учёбы в Тулузе Фарман женился на француженке, портнихе Ирме ля Руде. В 1926 году у них родился первый сын — Видади Нариманбеков. Затем они переехали жить в Париж. В 1929 году Фарман Нариманбеков решил вернуться в Баку. После возвращения с женой и с трёхлетним сыном в Баку, Фарман начал работать над строительством Мингечаурской ГЭС.

### Детство и юность
Родился Тогрул Нариманбеков 7 августа 1930 года в Баку. В том же году скончался его дед Амирбек Нариманбеков. Вскоре отца Тогрула, как и многих из тех, кто получил образование в Европе, репрессировали и сослали в Сибирь, а мать Ирму в 1941 году — в Самарканд. Она прожила там до 1961 года, не имея права на выезд. Только благодаря усилиям Тогрула она смогла вернуться в Баку. Отец художника после амнистии вернулся в Мингячевир и стал профессиональным энергетиком.
Учился в Азербайджанском художественном училище им. А. Азимзаде (1946-48), затем, с 1950 по 1955 год — в Государственном художественном институте Литовской ССР в Вильнюсе.

### Творческий успех

«Девичья башня». Фрагмент росписи в здании театра кукол в Баку

С 1952 года был участником художественных выставок. В 1961, 1965 и 1975 году состоялись персональные выставки в Баку. В 1967 и 1972 — в Москве, в 1972 году — в Вильнюсе, в 1973 — в Волгограде, в 1965 — в Праге, в 1973 — во Вроцлаве, Варшаве и Сопоте, в 1975 — во Львове.
Произведения художника — декоративно-праздничные, построенные на напряжённом, восходящем к национальным традициям азербайджанского искусства цветовом ритме. Они отличаются энергичностью мазка, напряжённостью форм, звучностью колорита, а порой примитивистской характерностью. Художник считал необходимым для искусства (в частности, живописи) возвращение к истокам национальной культуры. Своё творчество описывал как сочетание абстрактного и фигуративного искусства.
Автор жанровых композиций («Заря над Каспием», 1957, Азербайджанский музей искусств, Баку; «На полевом стане», 1967, Третьяковская галерея; «Перед праздником», 1971), пейзажей («Баку», 1964, Азербайджанский музей искусств, Баку), портретов (С. Бахлулзаде, 1959) и натюрмортов («Гранаты и груши», 1961, Музей искусства народов Востока, Москва), росписей (в зданиях Азербайджанского театра кукол имени А. Шаига, 1975, 1978; фойе гостиницы «Москва», 1977; Верховного Совета Азербайджанской Республики, 1980, — все в Баку)
Также работал над театральными декорациями. В 1968 году оформил балет «Тени Кобыстана» Фараджа Караева (Театр оперы и балета им. М. Ахундова, Баку). В 1974 году за оформление хореографической поэмы «Сказание о Насими» в Азербайджанском театре оперы и балета им. М. Ф. Ахундова был награждён Государственной премией Азербайджанской ССР. А в 1980 году за оформление балета «1001 ночь» Ф. Амирова награждён Государственной премией СССР.
Помимо деятельности художника, был обладателем прекрасного голоса и в юные годы исполнял различные арии азербайджанских и зарубежных композиторов. С конца 1980 года жена Тогрула Нариманбекова Севиль регулярно работала вместе с ним в организации его концертов. Севиль Нариманбекова также была директором художественных выставок художника. В начале 1998 года состоялся соло-концерт Т. Нариманбекова под аккомпанемент Азербайджанского государственного симфонического оркестра, а также выставка его новых работ в Театре оперы и балета.
С 1955 года — член Союза художников СССР.

### Последние годы и смерть

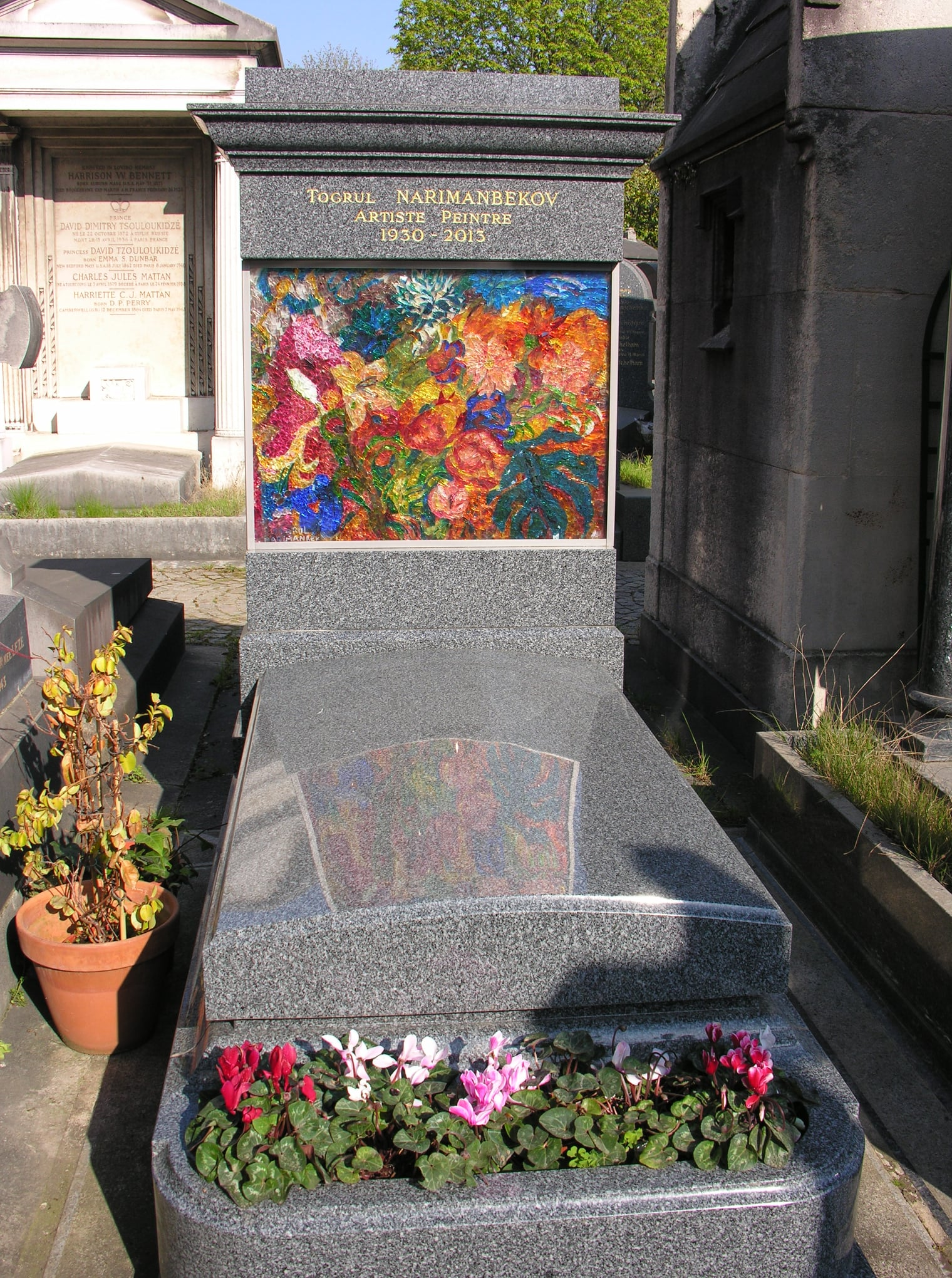
Могила Тогрула Нариманбекова

С 2001 года согласно контракту, заключённому с парижскими галереями, половину года Нариманбеков должен был работать в Париже, где он и скончался 2 июня 2013 года.
Нариманбеков болел сердечным заболеванием и ему за два месяца до смерти была сделана операция по пересадке сердечных клапанов. Однако его состояние ухудшилось, после чего он снова был помещен в госпиталь имени Жоржа Помпиду, где художник и скончался. Узнав о смерти отца, его дочь Асмер Нариманбекова приехала в Париж, где столкнулась с препятствием в деле по перенесению тела художника в Баку. Вторая жена Нариманбекова Севиль Нариманбекова (Наджафзаде) настаивала на том, чтобы Нариманбеков был похоронен во Франции. По словам дочери, Тогрул Нариманбеков хотел быть похоронен в Азербайджане. Около месяца тело художника находилось в морге. Для решения проблемы со второй семьей отца Асмер Нариманбекова наняла французских адвокатов. Помощь Нариманбековой оказывало также посольство Азербайджана во Франции.
В итоге суд вынес решение, что покойный должен быть похоронен во Франции. Асмер Нариманбекова подала апелляцию, но она была отклонена. 3 июля Тогрул Нариманбеков был похоронен на кладбище Пасси в Париже. В числе присутствовавших на похоронах были члены семьи покойного, представители посольства Азербайджана во Франции, заместитель министра культуры и туризма Азербайджана Назим Самедов, а также председатель Союза художников Азербайджана Фархад Халилов.

### Семья
- Первая жена — Эльмира Гусейнова  (1933—1995), азербайджанский скульптор. Заслуженный художник Азербайджана (1967).
  - Дочь — Асмер Нариманбекова[англ.] (род. 1961), доцент Азербайджанской художественной академии. Заслуженный художник Азербайджана.
- Вторая жена — Севиль Нариманбековa
  - Сын — Франсуа Нариманбеков (род. 2001).

## Награды и звания
- Заслуженный художник Азербайджанской ССР (1964)
- Народный художник Азербайджанской ССР (1967)
- Народный художник СССР (1989)
- Государственная премия СССР (1980)
- Государственная премия Азербайджанской ССР (1974)
- Премия Ленинского комсомола Азербайджана
- Орден Трудового Красного Знамени (1980)
- Орден Дружбы народов (22 августа 1986)
- Орден «Независимость» (Азербайджан) (5 августа 2000) — за большие заслуги в развитии азербайджанской культуры[14]
- Орден «Честь» (Азербайджан, 9 августа 2010) — за заслуги в развитии азербайджанского изобразительного искусства[15]
- Персональная пенсия Президента Азербайджанской Республики (24 июня 2009)[16]

## Произведения
- Живопись — «Спуск с горных пастбищ» (1954), «Рыбаки Балтики» (1955), «Натюрморт. Гранаты» (1957), «Заря над Каспием» (1957), «За светлое будущее» (1959), «На Карадагском промысле» (1959), «Гранаты» (1959), «Счастье» (1961), «Портрет польской девушки» (1961), «Радость» (1963), «Старая чинара» (1964), «Во имя жизни» (1965), «Портрет художника С. Бахлулзаде» (1965), «В садах Геокчая» (1965), «Девичья башня» (1966), «Мугам» (1966), «На эйлаге» (1966), «На полевом стане» (1967), «Семья художника Э. Рзакулиева» (1967), «Плодородие» (1970).